# L'Honnête Vagabond
 (septembre 2018).
Pour plus de détails, voir Fiche technique et Distribution.
L'Honnête Vagabond (hindi : श्री ४२०, Shree 420, litt. « Madame 420 ») est un film indien de 1955 réalisé et produit par Raj Kapoor, et avec Raj Kapoor et Nargis. Le nombre 420 se réfère à l'article 420 du code pénal indien, qui prescrit la peine pour l'infraction de tricherie ; par conséquent, « Monsieur 420 » est un terme péjoratif pour un tricheur. Le film est centré sur Raj, un orphelin pauvre mais instruit qui vient à Bombay avec des rêves de succès. Le personnage est largement influencé par le vagabond de Charlie Chaplin, à l'instar du personnage de Kapoor dans le film de 1951 Awaara. Il a été écrit par Khwaja Ahmad Abbas, et la musique a été composée par l'équipe de Shankar Jaikishan. Les paroles ont été écrites par Shailendra.
Shree 420 a été le plus grand succès du cinéma indien de 1955, et la chanson Mera Joota Hai Japani (« mes chaussures sont japonaises »), chanté par Mukesh, est devenu populaire et un symbole patriotique de la nouvelle indépendance de l'Inde.

## Synopsis
Un garçon de la campagne, Raj (Raj Kapoor), parti d'Allahabad, marche vers la grande ville de Bombay pour gagner sa vie. Il tombe amoureux de la pauvre mais vertueuse Vidya (Nargis), mais est rapidement séduit par la richesse sans entrave et contraire à l'éthique, qui lui sont présentées par un homme d'affaires sans scrupules et malhonnête, Seth Sonachand Dharmanand (Nemo), et la sulfureuse tentatrice Maya (Nadira). Il se met finalement au service de la tricheuse, ou « 420 », qui triche même dans les jeux de cartes. Vidya s'efforce de faire Raj un homme bon, mais échoue.
Pendant ce temps, Sonachand propose une nouvelle idée pour exploiter les pauvres, il leur promet un foyer permanent pour seulement 100 roupies. Le système paye, et les gens commencent à thésauriser de l'argent pour une maison, même au prix de d'autres choses importantes. Le mépris de Vidya pour Raj augmente encore. Raj devient riche, mais se rend vite compte qu'il a payé un prix très élevé pour cela. Quand Raj découvre que Sonachand n'a pas l'intention de respecter ses promesses, il décide de faire réparer ses injustices.
Raj récupère toutes les obligations papier que les gens du peuple ont données pour des maisons et tente de fuir de la maison de Sonachand, mais il est pris par Sonachand et ses acolytes. Dans la bagarre qui s'ensuit, Sonachand pousse Raj qui tombe inconscient. Lorsque les gens entendent la fusillade, ils viennent voir et trouvent Raj presque mort. Sonachand dit à la police que Raj essayait de fuir après avoir volé l'argent de son coffre-fort, c'est pourquoi Sonachand lui a tiré dessus.
Après cela, Raj revient à la vie et, à l'aide de la logique pure, prouve la culpabilité de Sonachand. Sonachand et ses partenaires sont arrêtés, tandis que Vidya finalement pardonne à Raj. Le film se termine avec Raj disant « Yeh 420 nahin, shree 420 hain » (« Ce ne sont pas simplement des escrocs, ce sont des escrocs respectables »).

## Fiche technique
- Titre français : L'Honnête Vagabond[2]
- Titre original : hindi : श्री ४२०, Shree 420, litt. « Madame 420 »
- Pays de production :  Inde
- Langue originale : hindi
- Dates de sortie :
  - Inde : 6 septembre 1955
  - France : 22 février 1962

## Distribution
- Nargis : Vidya
- Raj Kapoor : Ranbir Raj
- Lalita Pawar : Ganga Mai
- Nadira : Maya
- Nemo Schiffman : Seth Sonachand Dharmanand
- Nana Palsikar : un joueur
- Iftekhar : Inspecteur de police (cameo)

## Allusions
Le titre fait référence à l'article 420 du code pénal indien, qui punit les crimes de vol et la tromperie.
En sanskrit, le nom du personnage principal, « Vidya », signifie la connaissance, tandis que Maya, c'est l'Ignorance.
Le titre de l'une des chansons dans le film, Ramaiya Vastavaiya, est en télougou et signifie « Seigneur Ram, vous viendrez ». Le titre seul est dérivé d'un ancienne chanson folklorique télougoue. En dehors de cela, le reste des paroles de cette chanson (et le film) sont en hindi.

## Réception
Le film a rapporté plus de 20 millions de roupies. Ce record a été battu deux ans plus tard, par Mother India en 1957.
La chanson Mera Joota Hai Japani, où le chanteur affirme sa fierté d'être un Indien en dépit de ses vêtements faits dans d'autres pays, est devenue et reste une chanson patriote favorite de beaucoup d'Indiens. Il y est souvent fait référence, y compris dans un discours d'acceptation à la Foire du livre de Francfort en 2006 par l'auteur bengali Mahasweta Devi.
Le film fut populaire dans d'autres pays, dont l'Union soviétique, la Roumanie et Israël. En Russie, certains prétendent[Qui ?] que Raj Kapoor a été aussi populaire que Jawaharlal Nehru en raison du succès du film. En Israël, la chanson Ichak Dana Beechak Dana (transcrite Ichikidana) est devenue populaire, et a été ré-enregistrée par l'artiste local Naim Rajuan.
La chanson Pyar Hua Iqrar Hua est aussi très connue, est devenue un symbole romantique, et a été souvent réutilisée, notamment dans des publicités.

## Bande-son
| # | Titre                      | Chanteur(s)                            | Parolier       | Longueur |
| - | -------------------------- | -------------------------------------- | -------------- | -------- |
| 1 | Dil Ka Haal Sune Dilwaala  | Manna Dey                              | Shailendra     | 5:36     |
| 2 | Ichak Dana Beechak Dana    | Mukesh, Lata Mangeshkar                | Hasrat Jaipuri | 5:08     |
| 3 | Mera Juta Hai Japani       | Mukesh                                 | Shailendra     | 4:33     |
| 4 | Mudh Mudh Ke Na Dekh       | Asha Bhosle, Manna Dey                 | Shailendra     | 6:34     |
| 5 | O Janewale                 | Lata Mangeshkar                        | Hasrat Jaipuri | 2:20     |
| 6 | Pyar Hua Iqrar Hua         | Lata Mangeshkar, Manna Dey             | Shailendra     | 4:22     |
| 7 | Ramaiya Vastavaiya         | Mohammed Rafi, Lata Mangeshkar, Mukesh | Shailendra     | 6:10     |
| 8 | L'Imposture Gayi Raat Aayi | Lata Mangeshkar                        | Hasrat Jaipuri | 4:00     |

## Récompenses
- Filmfare Awards de 1956 :
  - Meilleur directeur de la photographie : Radhu Karmakar[4] ;
  - Meilleur montage : G. G. Mayekar.
- National Film Awards de 1956[5] :
  - Certificat de mérite pour le deuxième meilleur film en hindi.